# Guglielmo Durante
Guglielmo Durante (francese Guillaume Durand, latino Guilelmus Durandus; Puimisson, 1230 – Roma, 1º novembre 1296) è stato un vescovo cattolico francese.

## Biografia

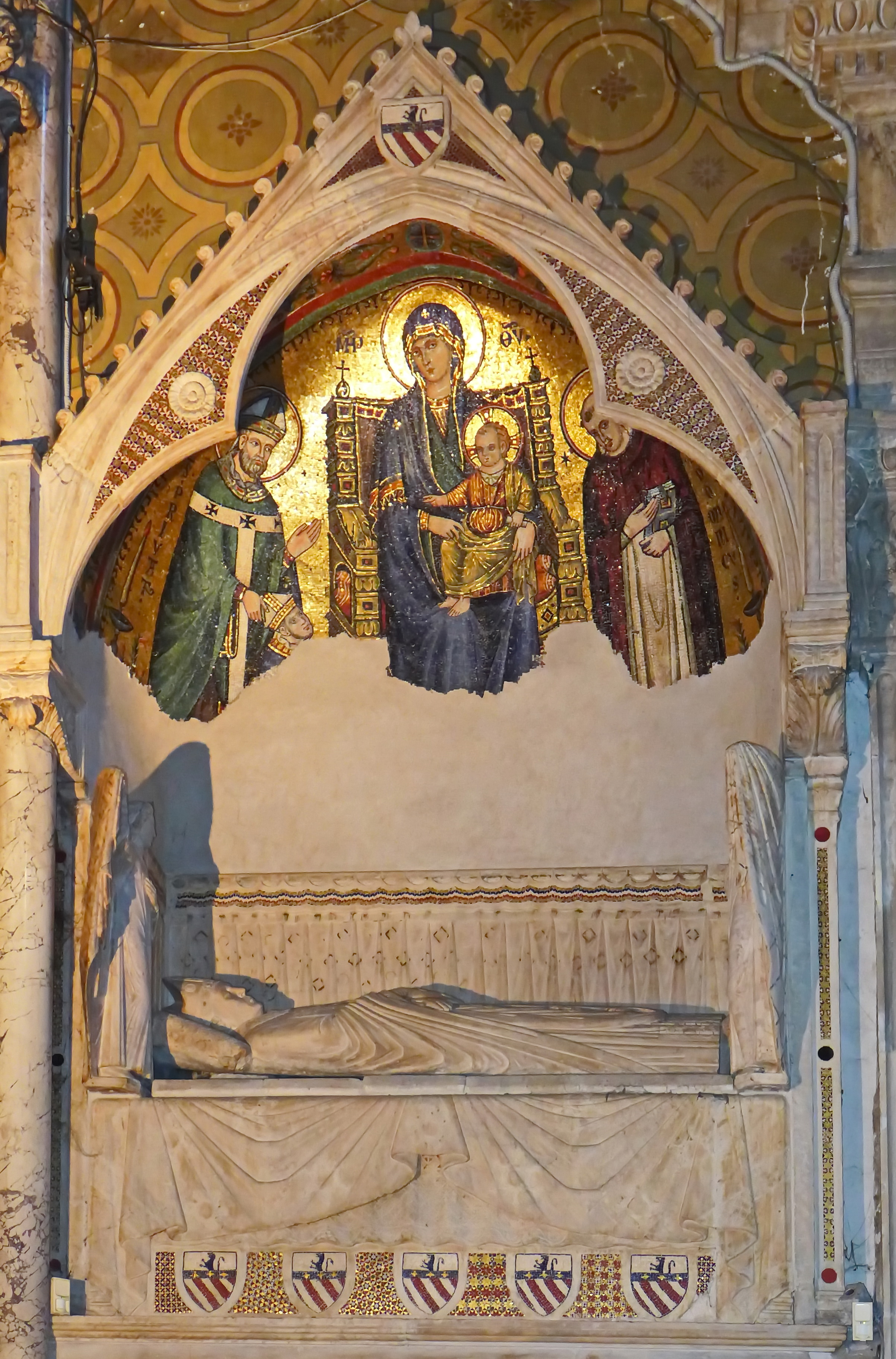
Tomba di Guglielmo Durante, di Giovanni di Cosma. Basilica di Santa Maria sopra Minerva, Roma.

Guglielmo Durante nacque a Puimisson nella diocesi di Béziers, da una nobile famiglia della Linguadoca. I suoi studi maggiori li svolse a Lione, sotto la guida di Enrico da Susa, conseguendo il dottorato nel 1255. Studiò diritto a Bologna con Bernardo da Parma. In seguito divenne professore di diritto a Modena, nel 1264. La sua grande capacità speculativa gli procurò l'epiteto di Doctor speculator.
Lo troviamo successivamente a Roma, dove diventa cappellano apostolico e uditore generale delle cause di palazzo per volere di Clemente IV, pontefice di origine francese. Si dice che amministrando il Patrimonio di San Pietro sotto il pontificato di Gregorio X, successore di Clemente IV, Guglielmo abbia esercitato con rigore il suo servizio, fino ad essere spinto ad abbandonare temporaneamente l'Italia. Tuttavia, la stima dei pontefici nei suoi confronti non diminuì. Anzi, nel 1283 il nuovo pontefice Martino IV lo fece governatore della Romagna e della Marca Anconitana, in un periodo in cui guelfi e ghibellini, con opposte ragioni, mettevano a dura prova la popolazione locale.
Il 24 aprile 1285 fu eletto vescovo di Mende, in Francia, dal capitolo della cattedrale, anche se rimase in Italia fino al 1291. Nel 1295 il pontefice Bonifacio VIII lo volle all'arcivescovado di Ravenna, ma Guglielmo cortesemente non accettò. Nello stesso anno fece redigere un Pontificale. Morì il 1º novembre del 1296, a Roma. La sua tomba, scolpita da Giovanni di Cosma, si trova presso la Basilica di Santa Maria sopra Minerva a Roma.
Tra le sue opere si ricordano principalmente due trattati, che avranno una larga diffusione in tutto il Medioevo e nei primi decenni del Quattrocento: lo Speculum judiciale ("Lo specchio del diritto"), che ebbe oltre 60 edizioni e gli valse il titolo di Doctor speculator, e il Rationale divinorum officiorum, uno splendido trattato sui significati simbolici degli elementi architettonici ecclesiali e sulle celebrazioni liturgiche.

## Opere
- Repertorium aureum corpore juris canonici (Breviarium aureum)
  - (LA) Repertorium aureum corpore juris canonici, Roma, Theobald Schencbecher, 1474.
- Speculum judiciale, comp. 1271, rev. 1286 e 1291
  -  Speculum iudiciale, Roma, Ulrich Han & Simone Cardella, 1474.
  - Speculum judiciale, vol. I, Lyon 1576
  - Speculum judiciale, vol. II, Lyon
- Rationale divinorum officiorum, 1280 c.
  - Rationale divinorum officiorum Archiviato il 1º aprile 2015 in Internet Archive., Mainz 1459
  - Guillelmi Duranti Rationale divinorum officiorum, ediderunt A. Davril et T. M. Thibodeau, 3 voll., Typographi Brepols editores pontificii, Turnholti 1995-2000.
  - Manuale per comprendere il significato simbolico delle cattedrali e delle chiese, a cura di Rosanna Campagnari, Arkeios, Roma 1999.
  - Guillelmi Duranti Rationale divinorum officiorum. Liber I et III, traduzione e cura Gian Franco Freguglia, con la collaborazione di Nicola Riva, Libreria Editrice Vaticana, Città del Vaticano 2001.
- Commentarius in sacrosanctum Lugdunense concilium, ed. Fano, 1569.

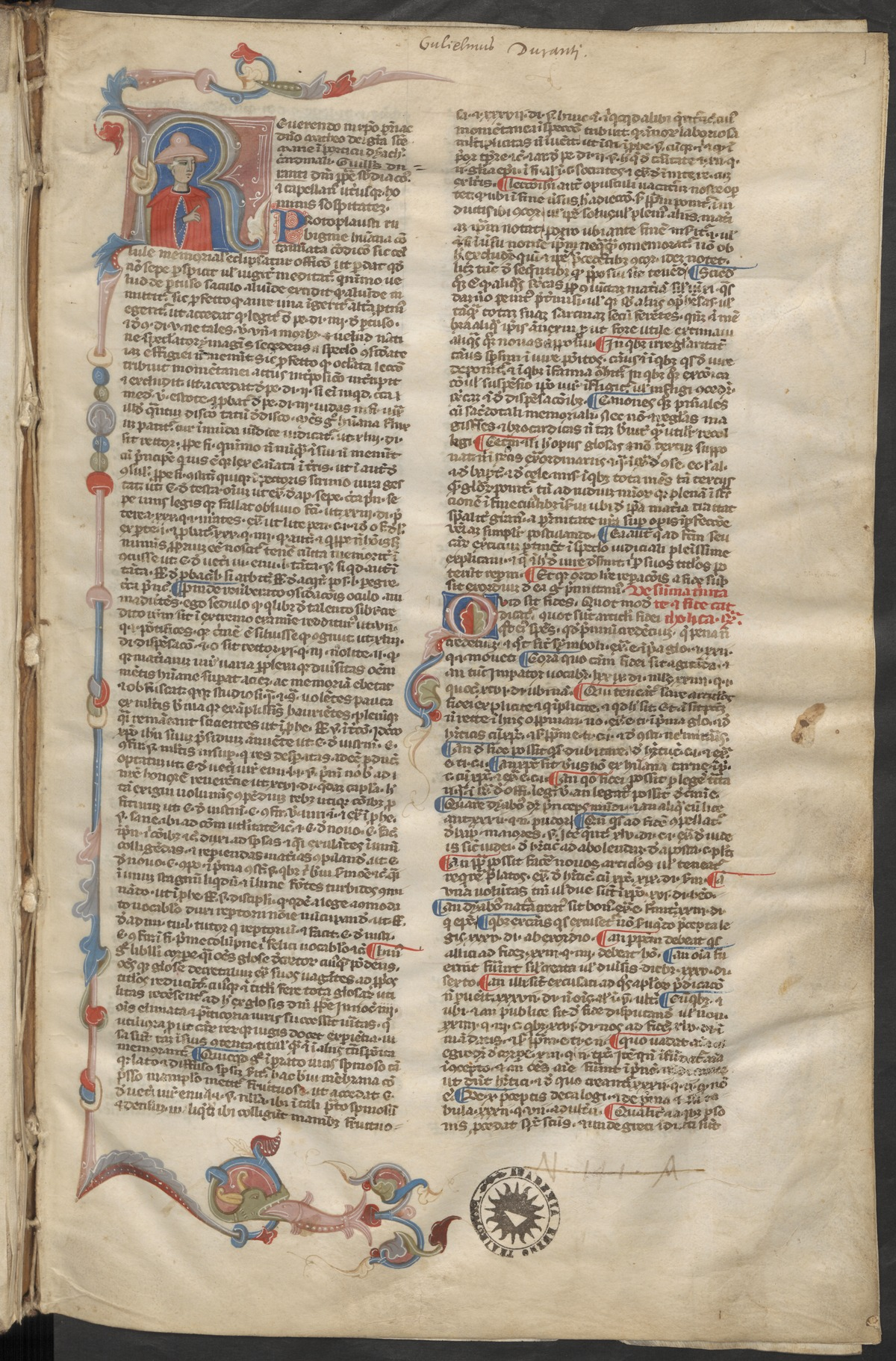
Repertorium aureum, manoscritto, tra il 1450 e il 1510 circa. Utrecht.
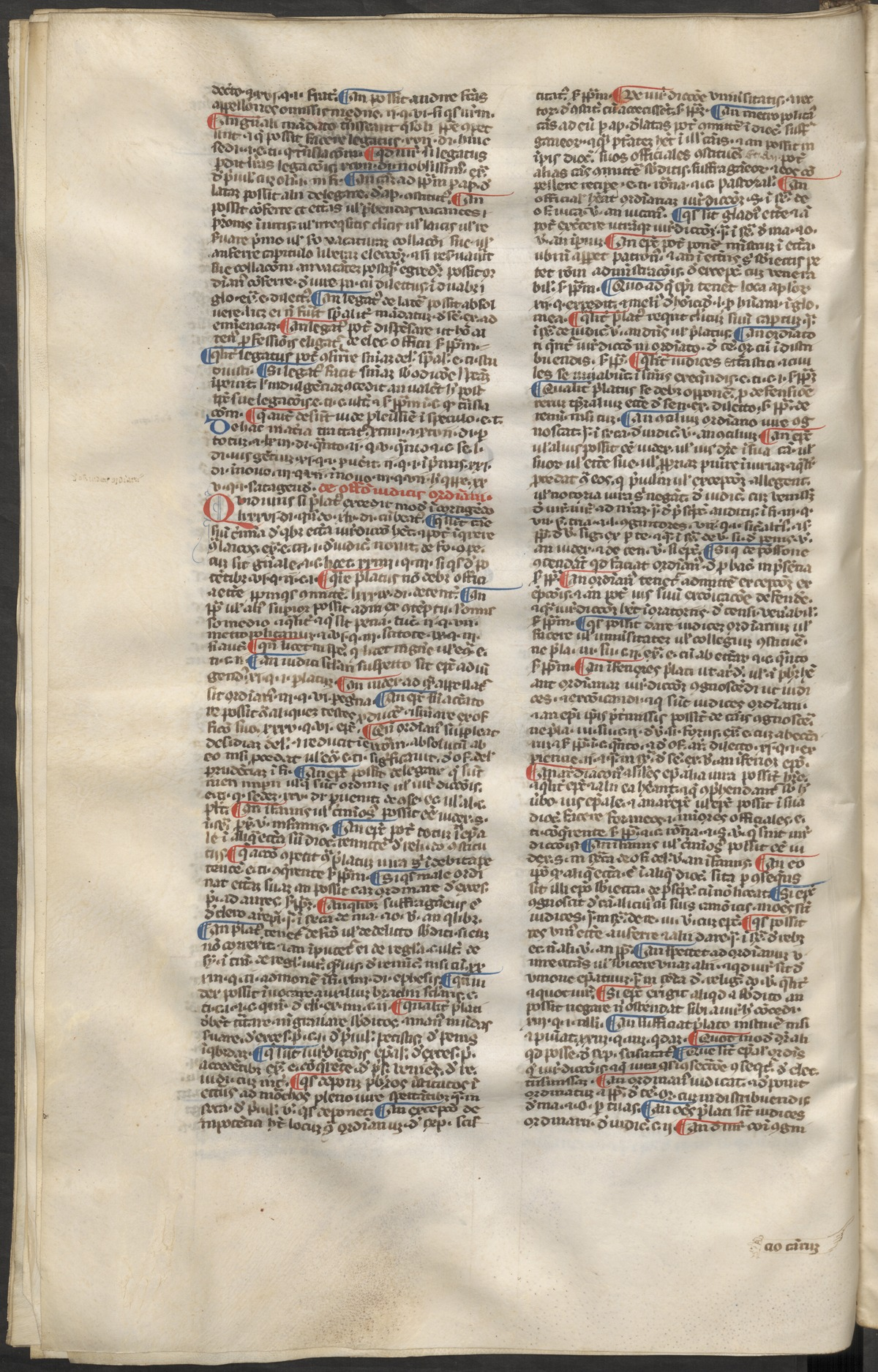
Repertorium aureum, manoscritto
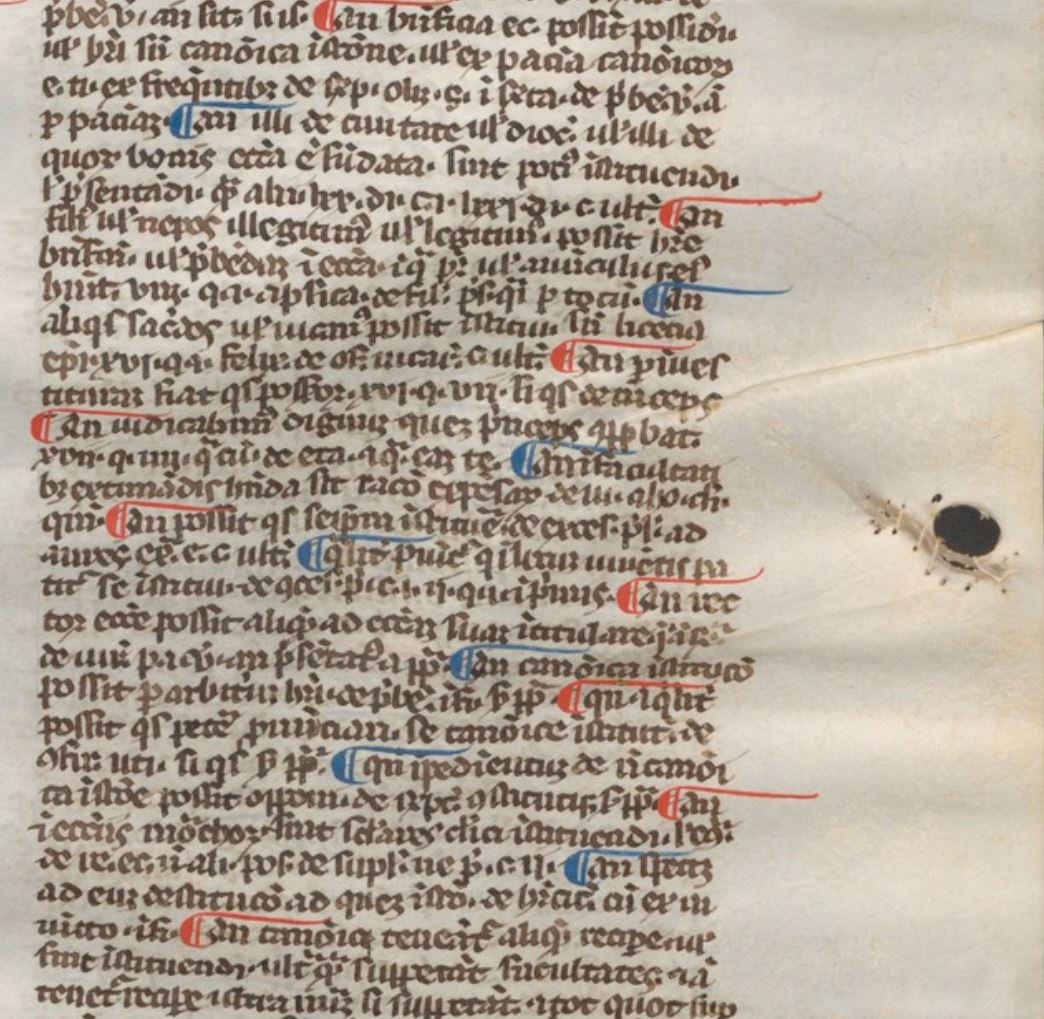
Repertorium aureum, manoscritto